# Хуаншань (гори)
Хуаншань (黄山) — гори, що розташовані в центральній частині південного Китаю. У грудні 1990 року ЮНЕСКО офіційно занесла Хуаншань до Реєстру об'єктів світової природної спадщини. За оцінкою Комітету всесвітньої спадщини «гори Хуаншань мали і мають широку славу серед літераторів і митців Китаю. Для мандрівників, поетів, художників і фотомайстрів, що з'їжджаються зі всіх куточків світу, гори Хуаншань — вічно чарівні».

## Опис
Площа гір Хуаншань становить 1200 кв. км. Тут височіють химерні піки у сусідстві з бездонними прірвами. У результаті клімат гір Хуаншань має певні особливості: це густі тумани, вологе повітря і рясні опади.
Вони вважаються осереддям всіх елементів, що складають мальовничість китайських гір. Загалом гори Хуаншань відомі чотирма головними пам'ятками: соснами, скелями, хмарами й мінеральними джерелами. Хуаншаньська сосна — явище в ботаніці унікальне. Зростаючи на неймовірних кручах, розсовуючи каміння потужним корінням, це дерево володіє величезною життєстійкістю. Безмежна фантазія природи додала столітнім соснам (а таких тут десятки тисяч), найхимерніші форми. Найзнаменитішою вважається «Сосна, що зустрічає гостей». Не менш казкові образи навіюють і нагромадження скель. У них вгадуються фігури звірів, птахів і обличчя стародавніх людей. Підвищена вологість повітря (через рясні опади і безліч гірських струмків) зумовила рідкий феномен: більшу частину року Хуаншань оповиті туманом. Здається, що він і гори утворюють єдине ціле. Щільна біла маса то закриває вершини непроникною завісою, то відкриває їх знову. А ще в горах Хуаншань є мінеральні джерела, які завжди готові напоїти подорожнього кришталево чистою, теплою водою.
У горах Хуаншань складні природні умови, але зберігається стійкий і рівномірний розвиток екологічної системи. Тут є одне гірське болото та один альпійський луг. Площа гір, що вкрита лісом, перевищує 56 %, а площа рослинного покриву складає майже 83 %. Тут добре виростає велика кількість рослин і стародавніх цінних дерев. Хуаншаньський чай — «хуаншань маофен» і цінна лікарська рослина «хуаншань лінчжи» є популярними в усьому світі. А найвідоміші з коштовних дерев — це хуаншаньські сосни. Гори Хуаншань ще є ідеальним місцем проживання і розведення багатьох рідкісних тварин.

## Клімат
Гора знаходиться у зоні, котра характеризується вологим субтропічним кліматом. Найтепліший місяць — липень із середньою температурою 17,8 °C (64 °F). Найхолодніший місяць — січень, із середньою температурою −2,2 °C (28 °F).
| Клімат г. Хуаншань (на висоті 1,8 км) | Клімат г. Хуаншань (на висоті 1,8 км) | Клімат г. Хуаншань (на висоті 1,8 км) | Клімат г. Хуаншань (на висоті 1,8 км) | Клімат г. Хуаншань (на висоті 1,8 км) | Клімат г. Хуаншань (на висоті 1,8 км) | Клімат г. Хуаншань (на висоті 1,8 км) | Клімат г. Хуаншань (на висоті 1,8 км) | Клімат г. Хуаншань (на висоті 1,8 км) | Клімат г. Хуаншань (на висоті 1,8 км) | Клімат г. Хуаншань (на висоті 1,8 км) | Клімат г. Хуаншань (на висоті 1,8 км) | Клімат г. Хуаншань (на висоті 1,8 км) | Клімат г. Хуаншань (на висоті 1,8 км) |
| Показник                              | Січ.                                  | Лют.                                  | Бер.                                  | Квіт.                                 | Трав.                                 | Черв.                                 | Лип.                                  | Серп.                                 | Вер.                                  | Жовт.                                 | Лист.                                 | Груд.                                 | Рік                                   |
| Середній максимум, °C                 | 0                                     | 1                                     | 6                                     | 11                                    | 14                                    | 17                                    | 20                                    | 20                                    | 16                                    | 12                                    | 7                                     | 2                                     | 10                                    |
| Середня температура, °C               | −2                                    | −1                                    | 2                                     | 7                                     | 11                                    | 15                                    | 18                                    | 17                                    | 13                                    | 9                                     | 4                                     | 0                                     | 7                                     |
| Середній мінімум, °C                  | −6                                    | −4                                    | 0                                     | 4                                     | 8                                     | 12                                    | 15                                    | 15                                    | 11                                    | 6                                     | 0                                     | −3                                    | 4                                     |
| Норма опадів, мм                      | 68                                    | 118                                   | 181                                   | 243                                   | 308                                   | 373                                   | 300                                   | 290                                   | 202                                   | 115                                   | 88                                    | 56                                    | 2341                                  |
| ------------------------------------- | ------------------------------------- | ------------------------------------- | ------------------------------------- | ------------------------------------- | ------------------------------------- | ------------------------------------- | ------------------------------------- | ------------------------------------- | ------------------------------------- | ------------------------------------- | ------------------------------------- | ------------------------------------- | ------------------------------------- |
| Джерело: Weatherbase                  |                                       |                                       |                                       |                                       |                                       |                                       |                                       |                                       |                                       |                                       |                                       |                                       |                                       |

## Культура
Окрім прекрасних природних пейзажів у гір Хуаншань тривале і багате культурне минуле. Недаремно Хуаншань приваблює численних художників і поетів, які приїжджають сюди у пошуках натхнення. Були опубліковані незліченні художні твори, які з усіх боків змальовують красу і велич гір Хуаншань. Якщо говорити лише про поезію, то з давніх часів багато відомих китайських поетів, такі як Лі Бо, Цзя Дао, Фань Ченда, Ши Тао, Ґун Цзичжень, захоплено славили пейзажі Хуаншань у своїх віршах. І таких віршів налічують понад 20 тисяч.。
Живопис Хуаншаньської школи — це блискуча перлина. Художники Хуаншаньськой школи у своїх творах, відрізняючись стислою, ясною композицією і густими, спокійними фарбами, стоять осібно в колі китайських живописців. Що стосується фотоаматорів і фотомайстрів, то в їх очах гори Хуаншань є невичерпним джерелом творчості. Хуаншань займають важливе місце і в історії розвитку даосизму — однієї з релігійно-філософських шкіл Китаю.